# Salvadora Debayle
Ana Salvadora Debayle Sacasa (León, 27 de mayo de 1895-Washington D. C., 1 de febrero de 1987) fue primera dama de Nicaragua durante la presidencia de su esposo, Anastasio Somoza García, y madre de Lillian, Luis Anastasio y Anastasio Somoza Debayle, conocida popularmente como Doña Salvadorita y entre sus familiares Mamá Yoya.

## Biografía
Sus ancestros paternos son de origen francés y sus maternos vasco español.  Fue hija del doctor Louis Henri DeBayle, "El Sabio DeBayle", y de Casimira Sacasa Sacasa, quien fue hija del presidente Roberto Sacasa y Sarria y sobrina del presidente Juan Bautista Sacasa. Por línea materna, provenía de una de las familias más distinguidas e importantes a nivel político del país, además que estaba ligada con lazos familiares con la mayoría de las familias criollas de Nicaragua. 
En 1913 se encontraba con su hermana Margarita estudiando en Bélgica, un año después, al estallar la Primera Guerra Mundial, fueron trasladadas a Londres, Reino Unido, y posteriormente a Filadelfia, Pensilvania, Estados Unidos, donde estudiaron en Beechwood School, Jenkintown. Recién llegada de Europa, tuvo un ataque de apendicitis y en una visita que le hizo su hermano Luis Manuel Debayle al hospital, llegó acompañado de su amigo, Anastasio Somoza García, apodado por sus amigos estadounidenses como "Sony", fundador de la dinastía Somoza en Nicaragua. 
Se casaron en Filadelfia, Pensilvania, en 1919, en una ceremonia civil, sin el consentimiento de los padres de la novia que no veían con buenos ojos al joven Somoza de clase media para ser el marido de su aristócrata hija; se dice que el doctor Debayle y doña Casimira aceptaron el matrimonio de mala gana. La ceremonia religiosa tuvo lugar en la catedral de León con gran lujo. El suegro de Salvadora, el senador Anastasio Somoza Reyes le obsequió un collar de diamantes, además de regalarle a la pareja $500 de la época. Salvadorita y Anastasio partieron al extranjero de luna de miel por casi un año.
Tuvieron tres hijos: Lillian, Luis Anastasio y Anastasio Somoza Debayle.
En 1937 Salvadora se convirtió en primera dama de Nicaragua, la primera en su cargo en este país que se convirtió en una figura popularmente conocida. Su vida social y personal se convierte en gran interés para la prensa, dedicándole encabezados en periódicos, tanto en su país como en el extranjero. Entre sus actos de filantropía es conocido un evento realizado en la Navidad de 1938, donde repartió 25.000 regalos a los niños de escasos recursos en Managua (la capital de Nicaragua) y atendía asuntos relacionados con el Ala Femenina del Partido Liberal Nacionalista PLN. Compartió alegrías y penas con su esposo que era también el presidente de dicho partido. De un carácter fuerte y admirable, ejerció una gran influencia en el gobierno de Somoza y muchos de los nicaragüenses somocistas, recuerdan con aprecio.
Como primera dama, se dedicó más a los eventos sociales y a la filantropía, sin embargo Salvadora ejercía un gran poder no visible, un ejemplo de ello ocurrió a inicios de la década del 40 cuando ella se quejó con su esposo de que su nombre había sido omitido en la crónica social del diario La Prensa de una lista de damas asistentes a una fiesta. Esto provocó la furia de Anastasio Somoza, quien en venganza cerró La Prensa por tres días. 
Estuvo presente en el baile en la Casa del Obrero en León cuando el joven poeta Rigoberto López Pérez, militante del opositor Partido Liberal Independiente (PLI), hirió de bala a su marido la noche del 21 de septiembre de 1956 y lo acompañó en sus últimos momentos en el Hospital Gorgas, localizado en la zona del Canal de Panamá, Panamá, muriendo la madrugada del 29 de septiembre del mismo año. 
Luego de la muerte de su esposo, su hijo Luis asume la presidencia del país. En los momentos en que Somoza García había sido disparado y se encontraba herido, Salvadora fue quien ordenó desde León que se reuniera el Congreso Nacional y que Luis se juramentara Presidente de la República.
Cuando su marido murió Salvadora heredó una gran fortuna, esto hizo que apareciera entre las familias más ricas de América Latina. Se dijo que ella poseía una magnífica colección de joyas. La familia Somoza era dueña de numerosas propiedades de lujo dentro y fuera de Nicaragua. 
Su vida como viuda transcurrió en los círculos sociales de su natal Nicaragua y en Estados Unidos, donde vivía al lado de su primogénita Lillian Somoza de Sevilla-Sacasa. En diferentes ocasiones sus nueras le concedían una posición preferencial al de ellas como primeras damas. Incluso durante el gobierno de su hijo "Tachito", Salvadora entraba a las recepciones y galas junto a su nuera Hope.
En la primavera de 1983, Salvadora DeBayle de Somoza fijó el destino de su fortuna. Su testamento iniciaba diciendo: «Estando en completo uso de mis facultades mentales, encontrándome libre de dureza, amenazas o influencia indebida de persona alguna, hago público y declaro esta mi última voluntad y testamento [...]». Nombró heredera universal de toda su fortuna y traspasaba todas sus propiedades real, personal o mixta a su hija Lillian Somoza DeBayle de Sevilla Sacasa, porque ella le había dado «techo y ha cuidado de mí por más de quince años». Esto fue disputado inmediatamente por la familia de su hijo mayor Luis Somoza Debayle. 
Murió en febrero de 1987, en Washington D. C., junto a su hija Lillian y su familia.
La familia de doña Salvadora fue clave para la consolidación de la dinastía Somocista. Durante el gobierno de su marido varios parientes suyos tenían puestos estratégicos en la política:
- Guillermo Sevilla Sacasa, su yerno y primo: Embajador en Washington.
- Alberto Sevilla Sacasa, su primo: Embajador en México.
- Óscar Sevilla Sacasa, su primo: Ministro de Relaciones Exteriores.
- Ramón Sevilla Castellón, su tío político: exministro y Jefe de la Lotería Nacional.
- Roberto Debayle Sacasa, su hermano: Alcalde de León.
- León Debayle Sacasa, su hermano: Gerente General del Banco Nacional, director de toda la institución bancaria y exembajador en Washington.
- Luis Manuel Debayle Sacasa, su hermano: Presidente de la Compañía Nacional de Luz y Fuerza de Nicaragua y Ministro de Salud.
- Luis Anastasio, su hijo: presidente del Congreso Nacional (cámara de diputados y senadores), presidente de la república.
- Anastasio Somoza Debayle, su hijo: jefe del Estado Mayor, director de la Academia Militar y presidente de la república.
- Néstor Portocarrero Gross, su cuñado: cónsul en Nueva York.